# Natuurreservaat

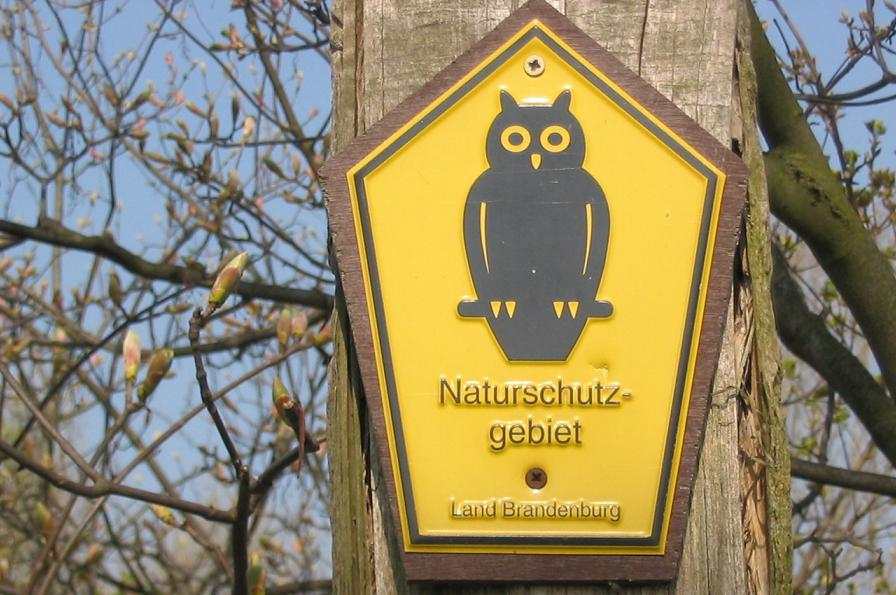
Natuurreservaat in Brandenburg

Een natuurreservaat is een gebied dat zo belangrijk wordt geacht voor flora, fauna of landschap dat het onder bescherming is gesteld. In een aantal gevallen vormen natuurreservaten de enige leefgebieden van bepaalde planten- of diersoorten. Een wildreservaat is een natuurreservaat dat speciaal is bestemd voor de bescherming van bepaalde wilde dieren.
Het gebruik van reservaten is vrijwel altijd aan beperkingen onderhevig. Zo is mijnbouw, landbouw, jacht, houtkap en het meenemen van planten of dieren meestal geheel of gedeeltelijk verboden, maar per reservaat lopen de regels nogal uiteen.
Soms wordt het gebied gebruikt voor ecologisch onderzoek. Het beheer van natuurreservaten gebeurt doorgaans door medewerkers van speciale natuurbeherende organisaties, soms door particuliere eigenaars, soms door de lokale bevolking.
Natuurreservaten vallen onder verschillende IUCN-categorieën die worden bepaald door het beschermingsniveau dat de nationale wetgeving biedt.

## Geschiedenis
In de moderne tijd wordt het Pruisische Drachenfels in 1836 gezien als het eerste door een instantie beschermde natuurreservaat, in ieder geval in Europa. Het Yosemite-gebied in de Verenigde Staten (1864) was het eerste grote natuurreservaat, Yellowstone het eerste nationale park, gevolgd door het Royal National Park vlak bij Sydney in Australië. Het eerste Afrikaans nationaal park was het Nationaal Albert Park in Congo.
Het eerste natuurreservaat van enige omvang in Nederland dateert van 1906. De Vereniging tot behoud van Natuurmonumenten in Nederland werd speciaal opgericht om de aankoop van het Naardermeer mogelijk te maken. Aanvankelijk maakte men een onderscheid tussen een staatsnatuurreservaat, in bezit van de staat en beheerd door SBB, en een natuurreservaat in bezit van en beheerd door particuliere natuurorganisaties. 
In Vlaanderen wordt een onderscheid gemaakt tussen een Vlaams natuurreservaat (in beheer en eigendom van de Vlaamse overheid) of een erkend natuurreservaat (in beheer bij organisaties als Natuurpunt).